# Dolores Ortega
Dolores Ortega mexikói írónő.

## Élete
Dolores Ortega Mexikóban született. 1994-ben a Prisionera de amor című telenovella írója volt. 1996-ban adaptálta a Luz Clarita történetét. 1997-ben az Esmeralda című sorozat történetét adaptálta.

## Munkái

### Adaptációk
- Sueños y caramelos (első rész) (2005) Eredeti történet Abel Santa Cruz
- Esmeralda (1997) Eredeti történetDelia Fiallo
- Luz Clarita (1996) Eredeti történet Abel Santa Cruz
- Prisionera de amor (1994) Eredeti történet Inés Rodena

### Könyvkiadások
- A Macska (La gata) (2014) (írta María Antonieta "Calú" Gutiérrez és Tere Medina)
- A vihar (La tempestad) (2013) (írta Liliana Abud és Mauricio Aridjis)
- Que bonito amor (2012) (írta Ricardo Fiallega)
- Menekülés a szerelembe (Un refugio para el amor) (középső rész) (2012) (írta Georgina Tinoco, Nora Alemán, Marimar Oliver és Alberto Aridjis)
- A szerelem diadala (Triunfo del amor) (2010) (írta Liliana Abud és Ricardo Fiallega)
- Vad szív (Corazón salvaje) (2009) (írta Liliana Abud és Ricardo Fiallega)
- Fuego en la sangre (2008) (írta Liliana Abud és Ricardo Fiallega)
- Mundo de fieras (2006) (írta Liliana Abud, Mauricio Aridjis és Julián Aguilar)
- La esposa virgen (2005) (írta Jorge Lozano Soriano, Julián Aguilar és Mauricio Aridjis)
- A mostoha (La madrasta) & La madrastra... años después (2005) (írta Liliana Abud, Mauricio Aridjis és Julián Aguilar)
- Mariana de la noche (2003/04) (írta Liliana Abud)
- Entre el amor y el odio (2002) (írta Liliana Abud, Orlando Merino és Jaime García Estrada)
- María del Carmen (Abrázame muy fuerte) (2000) (írta René Muñoz és Liliana Abud)
- Rosalinda (1999) (írta Carlos Romero, Kary Fajer és Liliana Abud)
- Paula és Paulina (La usurpadora) & Más allá de... La usurpadora (1998) (írta Carlos Romero és Alberto Gómez)
- La sombra del otro (1996) (írta Carlos Olmos és Enrique Serna)
- María José (1995) (írta Gabriela Ortigoza)
- María Mercedes (első rész) (1992) (írta Carlos Romero és Vivian Pestalozzi)
- Carrusel de las Américas (1992) (írta Carlos Romero, Jorge Núñez és Valeria Phillips)
- La pícara soñadora (1991) (írta Andrea Fernández és Valeria Phillips)
- Primera parte de Mi pequeña Soledad (1990) (írta Marissa Garrido, René Muñoz és Verónica Castro)
- Carrusel (1989) (írta Carlos Romero, Lei Quintana és Valeria Phillips)
- Rosa Salvaje (1987) (írta Carlos Romero és Vivian Pestalozzi)
- La indomable (1987) (írta Carlos Romero, Kary Fajer és Lei Quintana)
- Vivir un poco (1985) (írta Carlos Romero és Paulinho de Oliveira)
- El hogar que yo robé (1981) (írta Carlos Romero és Valeria Phillips)